# Guardia Lombardi
Guardia Lombardi ist eine italienische Gemeinde mit 1501 Einwohnern (Stand 31. Dezember 2023) in der Provinz Avellino in der Region Kampanien. Der Ort ist Teil der Bergkommune Comunità Montana Alta Irpinia.

## Geografie
Die Nachbargemeinden sind Andretta, Bisaccia, Carife, Frigento, Morra De Sanctis, Rocca San Felice, Sant’Angelo dei Lombardi und  Vallata.